# Paracles sericea
Paracles sericea là một loài bướm đêm thuộc phân họ Arctiinae, họ Erebidae.